# Tahsis
Tahsis es un pueblo canadiense situado en la provincia de Columbia Británica.

## Superficie
Tahsis tiene una superficie de 5,26 km².

## Demografía
En 2021, tenía 393 habitantes, una densidad poblacional de 74,7 hab./km², y 398 viviendas.